# 1600年南澳大地震
1600年南澳大地震是明万历二十八年农历八月廿三（公元1600年9月29日）戌时发生于广东南澳附近海域的大地震，震中位于北纬23.5度，东经117.2度，强度7级，震中烈度为Ⅸ。
据记载，地震在广东东部和福建南部造成严重破坏，位于震中附近的南澳岛“城垣、衙署、民舍倾圯殆尽，人民压死无算”、 诏安县“倒墙堞390余，坏屋伤人，地坼裂，山崩塞溪”。
这次地震也是有历史记载以来广东省发生的第一次7级以上地震。1918年2月13日在该次地震的震中位置再次发生强度为7.3级大地震。